# Albrecht Ludwig Berblinger

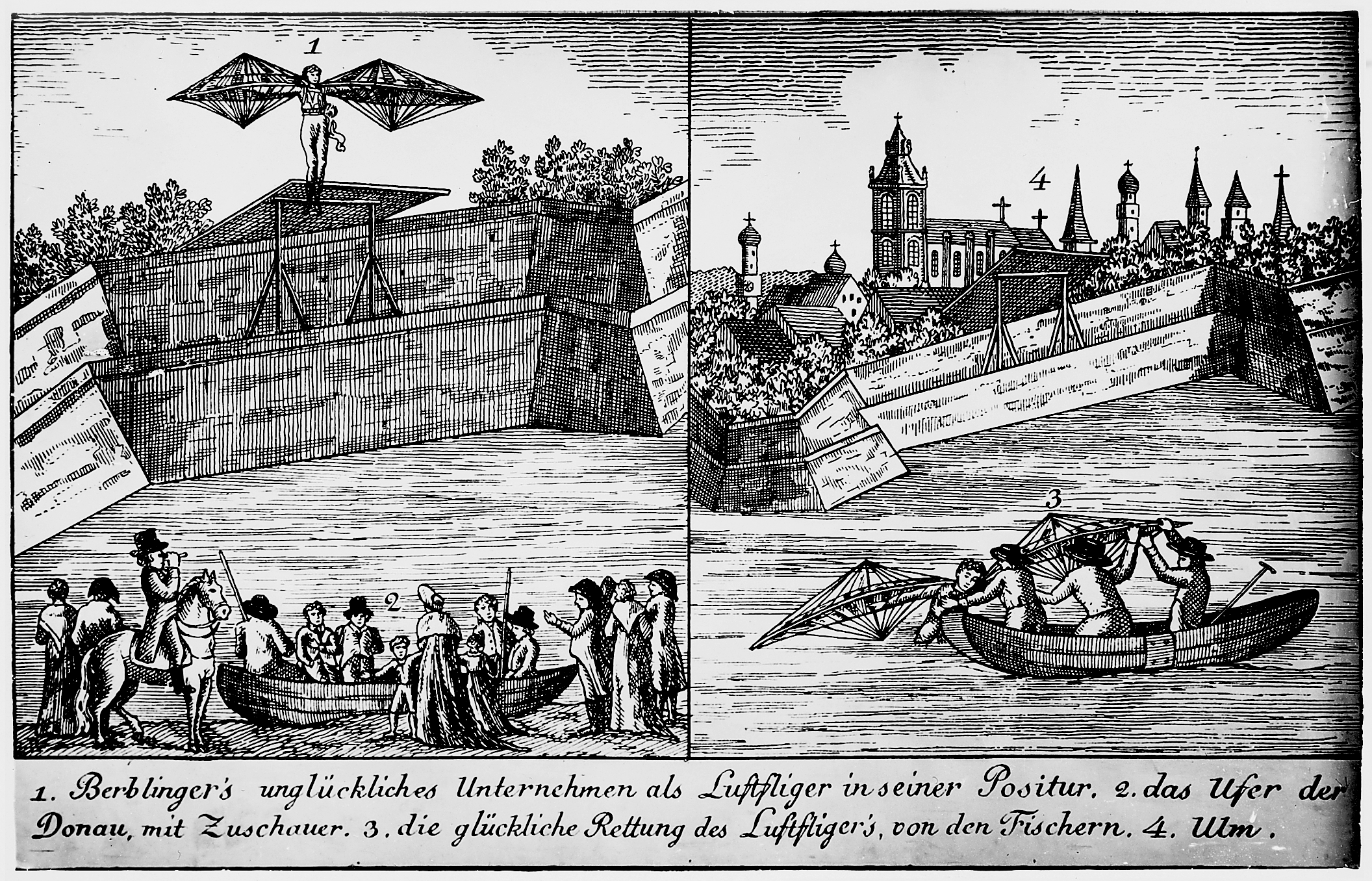
Der Flugversuch des „Schneiders von Ulm“ (zeitgenössische Darstellung).

Albrecht Ludwig Berblinger (bekannt als der Schneider von Ulm; * 24. Juni 1770 in Ulm; † 28. Januar 1829 ebenda) war ein deutscher Schneider, Erfinder und Flugpionier.

## Leben

### Herkunft und Ausbildung

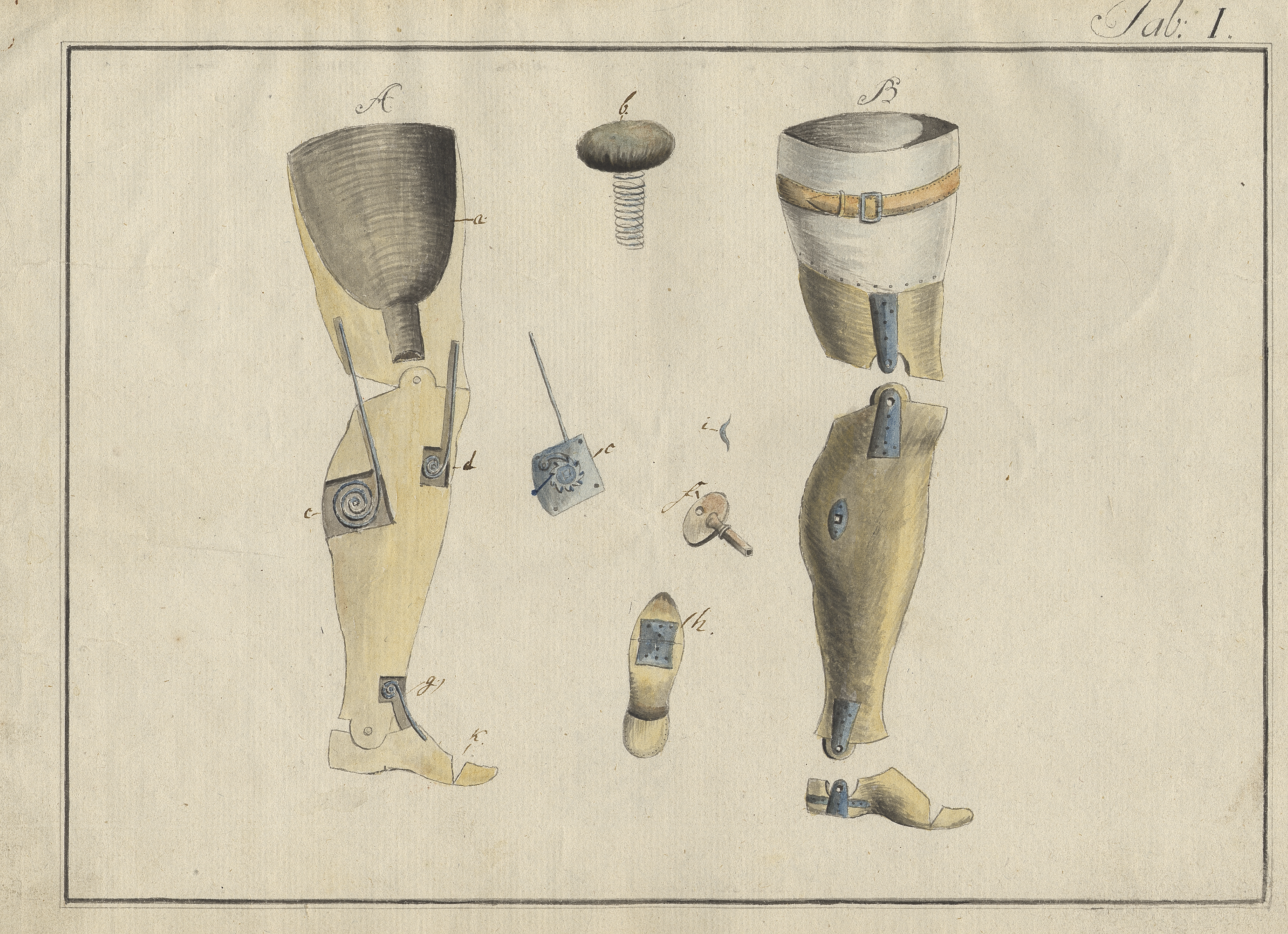
Zeichnung von Berblingers „Fußmaschine“

Albrecht Ludwig Berblinger wurde als siebtes Kind des Amtsknechts Albrecht Ludwig Berblinger d. Ä. und dessen Ehefrau Anna Dorothea Fink in bescheidenen Verhältnissen geboren. Offenbar schon als Kind kam er durch seinen Vater, der im Zeughaus der Freien Reichsstadt Ulm arbeitete, in Kontakt mit allerlei mechanischen Gerätschaften. Er war gerade 13 Jahre alt, als sein Vater starb und er als Waise ins Waisenhaus kam, wo er gezwungen wurde, eine Schneiderlehre zu beginnen, obwohl er lieber Uhrmacher geworden wäre.
Mit 21 Jahren wurde er Schneidermeister, aber sein eigentliches Interesse galt immer noch der Mechanik. Neben seiner Tätigkeit als Schneider war Berblinger daher auch Erfinder. Er entwickelte Beinprothesen und eine „Fußmaschine“, die nach Fußamputationen eingesetzt werden konnte – die erste Beinprothese mit Gelenk (1808). Er inspirierte Johannes Palm zu seiner chirurgischen Dissertation.

### Gleitflug

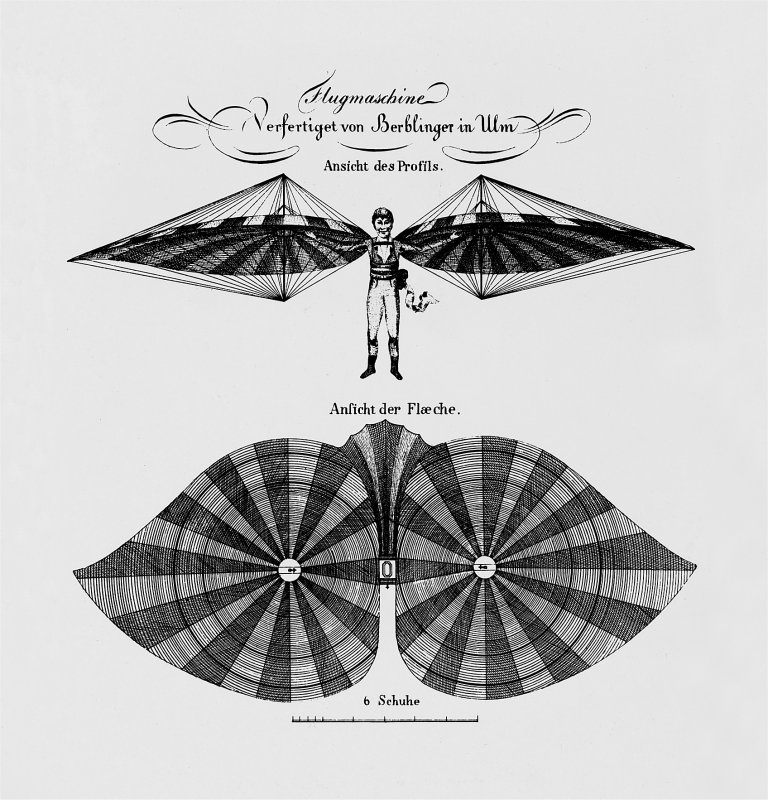
Berblingers eigenhändige Konstruktionsskizze seines Fluggeräts

Seine bekannteste Erfindung ist ein Hängegleiter, der ihm den Gleitflug ermöglichen sollte. Jahrelang baute und verbesserte Albrecht Berblinger seinen Flugapparat und beobachtete den Flug von Eulen. Die Leute spotteten über ihn. Man drohte damit, ihn aus der Zunft zu werfen und ließ ihn eine hohe Strafe zahlen für sein Werken außerhalb der Zunft. Trotzdem baute er, unter Einsatz seiner gesamten Einnahmen, weiterhin an seinem Fluggerät.
Seine Flugversuche führte er heimlich in den Weinbergen am Michelsberg von Ulm durch. Aus heutiger Sicht bietet die Südlage des Hanges sehr günstige Voraussetzungen für thermische Aufwinde. Auch die dort befindlichen Weinbergmauern und Weinberghäuschen boten ideale Möglichkeiten als Startrampen.
Friedrich I. zeigte Interesse und spendete zwanzig Louis d’or. Im Mai 1811 besuchten der König, seine Söhne und der bayerische Kronprinz Ulm. Nun sollte Berblinger die Flugtauglichkeit seines Gerätes beweisen.

### Flugversuch von der Adlerbastei aus (1811)

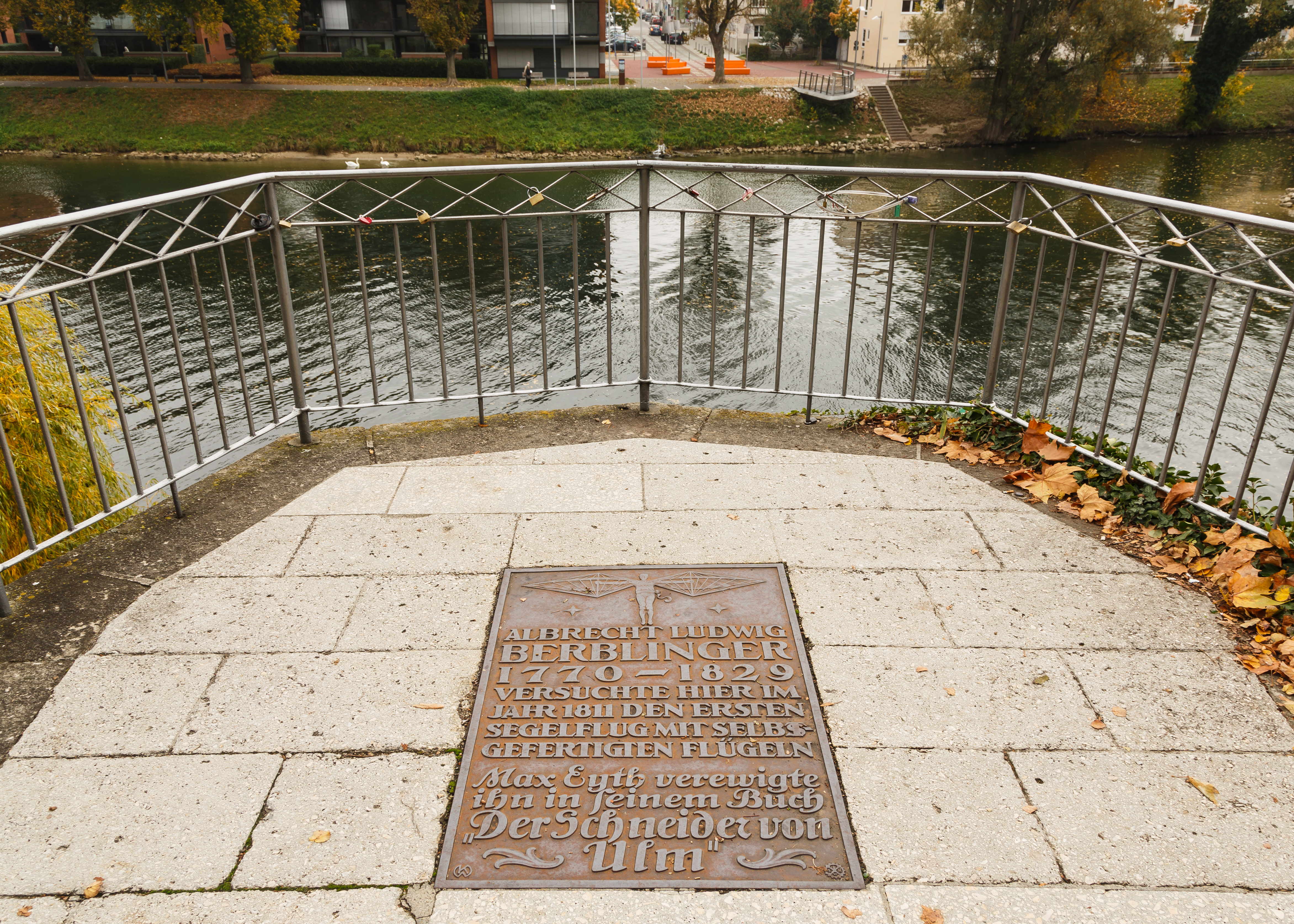
Ulm, Baden-Württemberg, Deutschland: Adlerbastei mit Gedenkstein für Albrecht Ludwig Berblinger. Die Inschrift lautet: Albrecht Ludwig Berblinger 1770–1829 versuchte hier im Jahr 1811 den ersten Segelflug mit selbstgefertigten Flügeln. Max Eyth verewigte ihn in seinem Buch „Der Schneider von Ulm“

Ursprünglich wollte Berblinger seine Flugkünste erst am 4. Juni vorführen und schlug dazu einen Start vom Hauptturm des Ulmer Münsters vor, dessen Höhe zu diesem Zeitpunkt noch bei 100 Metern lag. Die Ulmer Ratsherren lehnten Berblingers Vorschlag jedoch ab. Sie trauten seinen Flugkünsten nicht und verlangten deshalb den Start von der 13 Meter hohen Mauer der Adlerbastei an der Donau. Berblinger stimmte diesem Startplatz schließlich zu, ohne sich der möglichen verhängnisvollen Folgen bewusst zu sein. Um die Donau überqueren zu können, vergrößerte Berblinger die Absprunghöhe durch ein Gerüst auf 20 Meter.
Die Abreise des Königs am 31. Mai führte wohl dazu, dass Berblinger schon am 30. Mai starten sollte. Der König und viele Ulmer warteten auf seine erste Flugvorführung, doch Berblinger verschob seinen Start auf den nächsten Tag. Die historischen Schilderungen lassen darauf schließen, dass er an diesem Tag die völlig anderen Windverhältnisse bemerkte und auf Veränderung am nächsten Tag hoffte. Aus heutiger Sicht ist klar, warum er die von ihm benannte „Fliegekraft“ unter seinen Flügeln nicht spüren konnte. Durch das relativ kalte Wasser der Donau entstehen Fallwinde, die durch die Mauern der Bastei noch verstärkt werden.
Am folgenden Tag, dem 31. Mai, trat er erneut zu einem öffentlichen Flugversuch an. Der König war schon abgereist, aber sein Bruder, Herzog Heinrich, und die Prinzen schauten zu. Allerdings hatten sich die Windverhältnisse innerhalb eines Tages nicht verändert. Das muss ihm bewusst geworden sein, denn er verzögerte den für 16 Uhr geplanten Start mit der Hoffnung, es könnte sich noch etwas verändern. Gegen 17 Uhr wurden die zahlreichen Zuschauer und auch Herzog Heinrich ungeduldig und drängten ihn, endlich mit seiner Vorführung zu beginnen. Ein umstehender Polizeidiener rempelte Berblinger schließlich an, und das Verhängnis nahm seinen Lauf.
Aus diesem Überraschungsmoment heraus konnte er die erforderliche Anfangsgeschwindigkeit für den Gleitflug nicht erreichen und die Tragflächen seines Fluggerätes nicht in einem günstigen Anstellwinkel ausrichten. Die Fallwinde und der Start mit Rückenwind bescherten dem Traum vom Fliegen ein jähes Ende. Bereitstehende Fischer retteten ihn nach dem Absturz unter dem Gejohle der vielen Zuschauer aus den Fluten der Donau.
Der Absturz mit seinem Flugapparat war auch mit einem sozialen Absturz verbunden. Man bezeichnete ihn nun als Lügner und Betrüger, was zur Folge hatte, dass auch die Kunden seiner Schneiderwerkstatt ausblieben. Mit 58 Jahren starb er im Hospital völlig verarmt und mittellos an Auszehrung. Berblingers Flugapparat war aus „indischem Rohr“, vermutlich Bambus, fiel unter die Kontinentalsperre und wurde zusammen mit anderen englischen Waren wenig später unter amtlicher Aufsicht auf einem großen Scheiterhaufen verbrannt.

## Spätere Rezeption

### Erprobung im 20. Jahrhundert
1986 fand anlässlich des 175. Jahrestags des ersten Flugversuchs ein von der Stadt Ulm ausgeschriebener Flugwettbewerb statt, bei dem auch herausgefunden werden sollte, ob eine Überquerung der Donau an dieser Stelle überhaupt möglich gewesen wäre. Ein Gleitflug wird durch die an Flüssen vorherrschenden Fallwinde sehr erschwert. Ein dem Original nachempfundenes Fluggerät stürzte, wie schon damals, nach wenigen Metern ins Wasser. Als einziges Modell von 30 gestarteten schaffte ein damals moderner, den Drachenfliegern abgeschauter Hängegleiter die Strecke. Im selben Jahr wurde an einem Ulmer Berghang bewiesen, dass Berblingers Fluggerät grundsätzlich flugfähig war. Ein Nachbau des Flugapparats ist im Treppenhaus des Ulmer Rathauses zu sehen.

### Rezeption in der Kunst

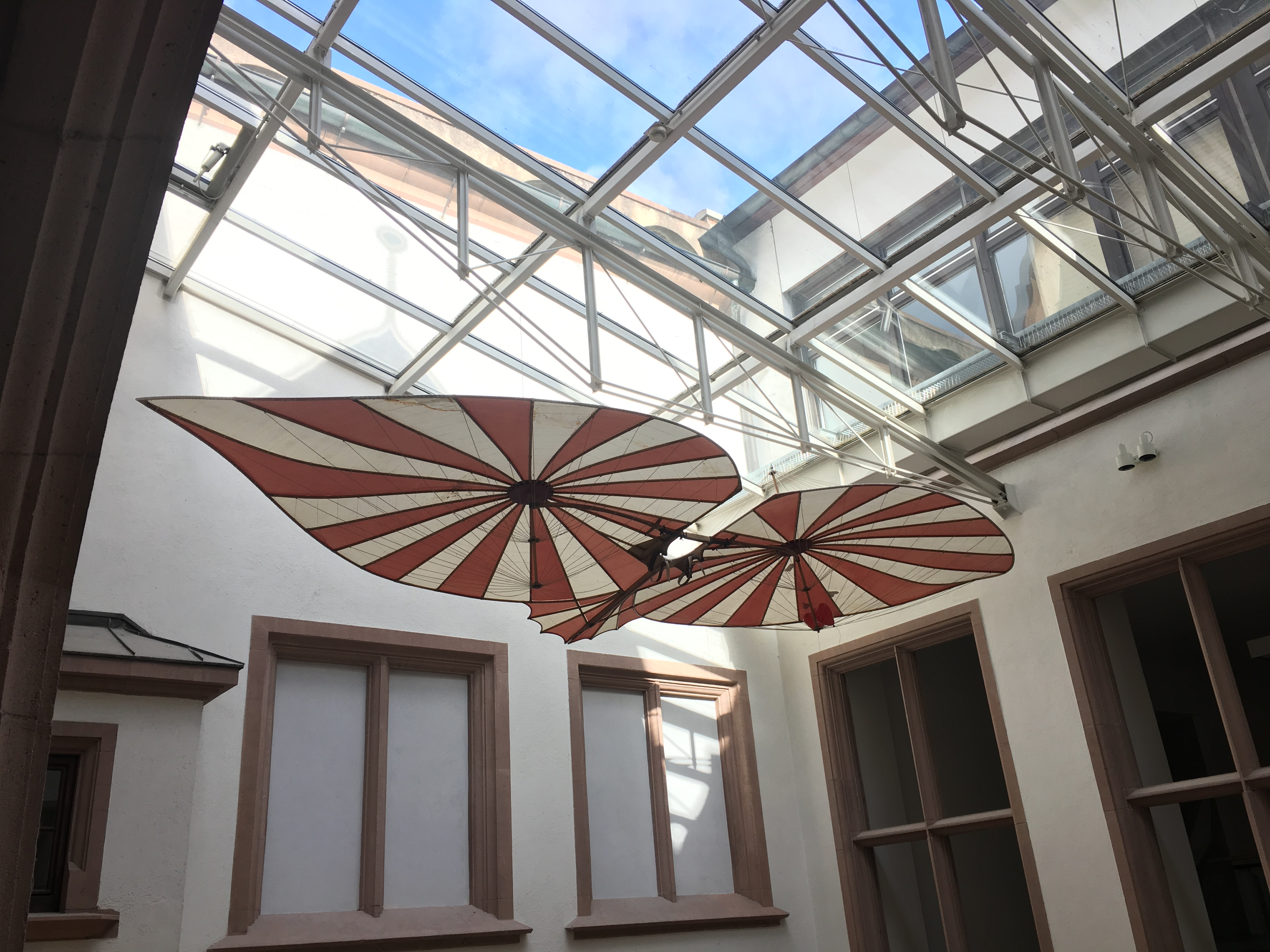
Nachbau des Flugapparats von Albrecht Ludwig Berblinger im Ulmer Rathaus

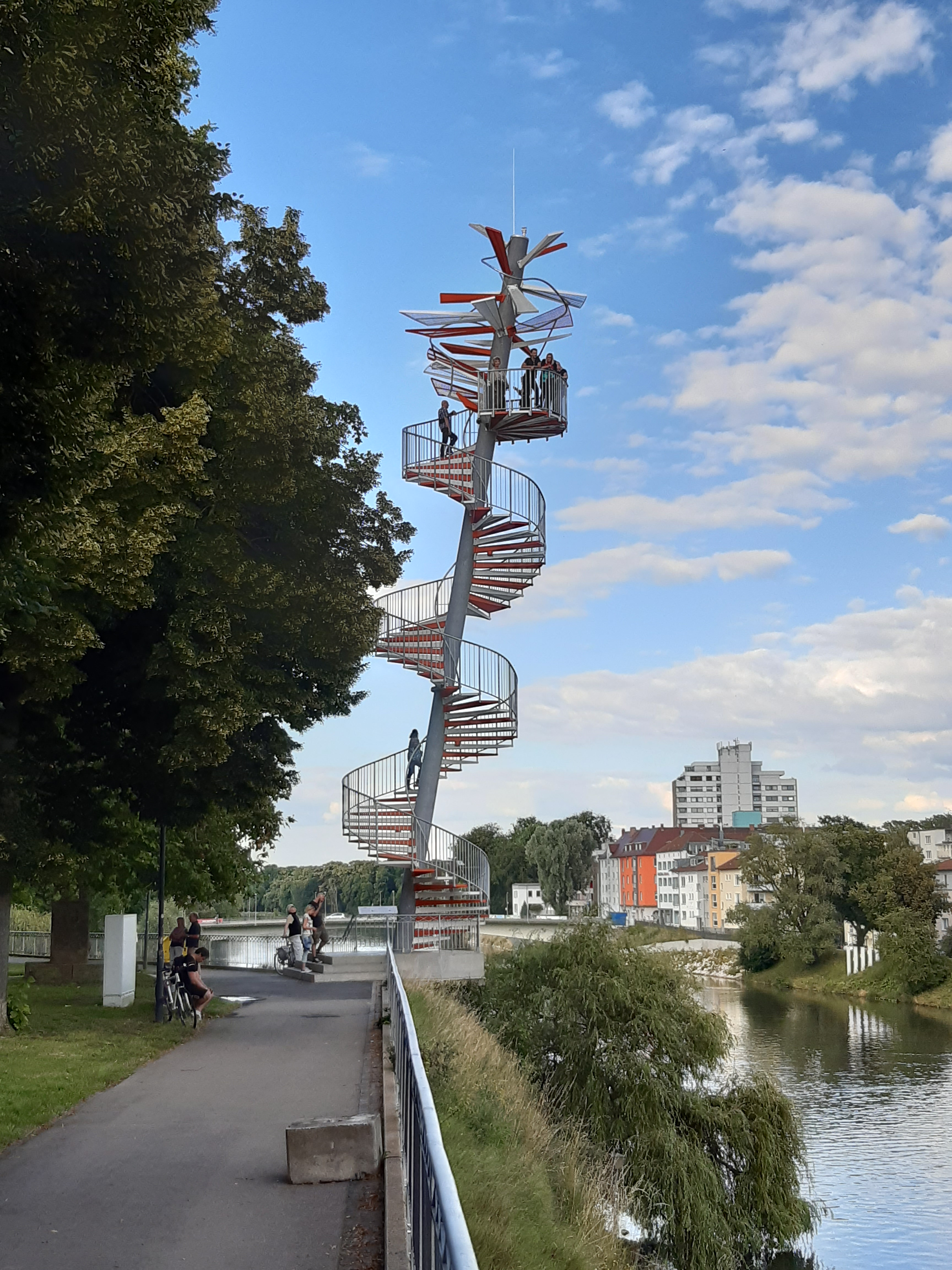
Berblinger-Turm an der Ulmer Adlerbastei, eröffnet 2020

Die heute bekannteste literarische Formung des Stoffes stammt von Bertolt Brecht. Sein 1934 entstandenes Gedicht Ulm 1592 steht im zweiten Teil der Svendborger Gedichte, einer Sammlung von überwiegend politischen Gedichten, die Brecht im Exil verfasste. Brecht verlegte den Ulmer Flugversuch allerdings ins Jahr 1592, ließ den Schneider vom „große[n], große[n] Kirchendach“ springen und auf dem Kirchplatz zu Tode kommen. Sein Antipode ist ein Bischof, der behauptet: „Es wird nie ein Mensch fliegen“. Aus dem genialen Mechaniker, dessen sorgfältig und rational ausgearbeiteter Flugversuch durch unglückliche Umstände scheiterte, wurde so ein vollständig aus seiner Gesellschaft herausfallender visionärer, aber dilettantischer Träumer.
Der Ingenieur und Schriftsteller Max Eyth schrieb 1906 seinen Roman Der Schneider von Ulm. Geschichte eines zweihundert Jahre zu früh Geborenen. Der Regisseur und Autor Edgar Reitz verfilmte 1978 die Geschichte von Albrecht Ludwig Berblinger mit Tilo Prückner in der Hauptrolle. Der aufwendig produzierte Film Der Schneider von Ulm wurde allerdings kein Publikumserfolg und riss Reitz in eine finanzielle Krise.
Der schwäbische Liedermacher Hubert Endhart hat 1978 auf seiner Platte „vo mir und uns“ das Lied „dr Berblinger“ veröffentlicht. Der Refrain beginnt mit „Des war dr Berblinger, dr Ikarus von Ulm…“
Barbara Honigmann gestaltete den Stoff als Hörspiel (1982) und auch als Theaterstück (1984).
Die Gruppe Feuerschwanz veröffentlichte 2011 das Lied Albrecht der Bruchpilot.
Alan Hilario komponierte 2022/23 die Messe An Berlingers Pro-These für E-Violine, zwei Keyboards, zwei Akkordeons, Posaunenquartett mit Perkussion, 10-kanaliges Audiozuspiel und partizipatives Publikum, die am 15. April 2023 im Ulmer Münster uraufgeführt wurde. Zusätzlich zu den einzelnen Teilen einer Messe vertont er die Texte, die die Gläubigen dem Priester erwidern, allerdings keinen einzigen Text, den ein Priester rezitiert. Der Komponist spricht von einer „Messe ohne religiösen Ritus“, die sich auf den Lebensabschnitt Berblingers bezieht, als er „einfach ein Schneider in Ulm war und noch nicht als 'König der Lüfte' karikiert wurde.“ Und, so der Komponist weiter: „Es ist ein Armutszeugnis, dass ihm nach seinem gescheiterten Flugversuch ein normales Leben verweigert wurde, er (...) mit Spott und Hohn in Erinnerung geblieben ist. Und dies (...) in einer Gesellschaft, die eine der größten Kirchen gebaut hat.“

### Weiteres
2011 organisierte die Stadt Ulm ein aufwendiges Jubiläumsprogramm.
Berblinger ist Namensgeber des jährlich verliehenen Wissenschaftspreises der Deutschen Gesellschaft für Luft- und Raumfahrtmedizin. Ein Wagen der Straßenbahn Ulm trägt seinen Namen. In Ulm, Laupheim und Ditzingen wurden Straßen nach ihm benannt, ebenso eine Gemeinschaftsschule in Ulm.
2020 wurde am Ulmer Donauufer anlässlich des 250. Geburtstages von Berblinger ein 20 Meter hoher, um 10° aus der Senkrechten zur Donau geneigter Aussichtsturm in Gestalt einer Wendeltreppe eröffnet. Das Projekt des Münchner Künstlerduos Brunner und Ritz (Johannes Brunner und Raimund Ritz) sorgte überregional für Aufsehen, auch aufgrund seiner auf das Eineinhalbfache gestiegenen Baukosten. Der Turm wurde genau an der Stelle errichtet, an der Albrecht Ludwig Berblinger seinen Flugversuch startete, und kann jederzeit besichtigt und bestiegen werden.

## Filmographie
- Der Schneider von Ulm. Spielfilm, 115 Min., BRD, 1978, Regie: Edgar Reitz, Drehbuch: Petra Kiener; u. a. mit Tilo Prückner, Vadim Glowna, Hannelore Elsner, Marie Colbin und Harald Kuhlmann
- Bilderbuch Deutschland. Ulm – Zwischen Tradition und Moderne (Memento vom 4. August 2003 im Internet Archive), Dokumentation, 45 Min., Regie: Christina Brecht-Benze, Produktion: SWR, Erstausstrahlung: 3. August 2003, mit Archivaufnahmen der Flugversuche, Interviews etc.